# 光明報
臺灣在1948年秋天至1949年8月間，為呼應共產黨發動內戰奪取政權的宣傳需要，中國共產黨台灣省工作委員會刻意以中國民主政團同盟的機關報《光明報》，作為該組織的機關報/刊物名稱，其內容主要是來自共方的新華社廣播以逐字念稿的方式，或發送組織電訊的密碼，由共黨成員或同路人自行聽寫內容，經繕稿編輯後的當其內容，以蠟紙油印出刊問世，並分送給組織成員，以增進對時局的認識，並將共黨政策和戰報提供給戰線後方的臺灣人員，其後因遭破獲而導致中共在臺組織第一次瓦解。

## 歷史

### 緣起
1947年二二八事件後，基隆中學校長鍾浩東對中國國民黨感到失望而開始組織團隊，並加入中国共产党。1947年9月，鍾浩東成立中國共產黨基隆中學支部委员会，學校不少老師都是幹部，後來擴大改組為「台灣省基隆市工作委員會」。1948年秋天開學後，鍾浩東籌辦批判蔣中正政府的地下報紙《光明報》，內容主要在啟蒙台灣人及報導國共內戰實況，由呂赫若與藍明谷合作發行、中共台灣省工委秘書林英傑擔任主筆。《光明報》由支持中國共產黨的志工以半夜張貼及發送的方式散布，也以各種方式寄發到台灣各地。此刊物由劉明資助蕭坤裕經營的大安印刷廠印刷，呂赫若亦投入資金。
然而，根據目前已公布的臺灣省警務處收繳的《光明報》，以及高雄市政府等的公務文檔，皆為由印刊物而無鉛字印刷刊物，故應無出現印樣的紙本文件之可能。
涉及「臺灣省工作委員會案」的張金爵表示，《光明報》一開始是由她與賴瓊煙負責辦理的。《光明報》原為內部秘密文件，內容來自蔡孝乾，她們二人負責刻寫印製，由賴瓊煙分發；原本只印20張給各小組，後來由於組織發展迅速，改由劉明投資的大安印刷廠印刷，大量四處發放。

### 停刊
由於《光明報》發送到士林官邸，中華民國總統蔣介石要求國防部保密局徹查，但一直沒有線索；結果台大法學院支部王明德（王世堅父親）為追求一名女子，想在她面前建立英雄形象，因而讓這女子知道自己有參與地下組織，將《光明報》展示並交給這個女子；女子將《光明報》隨意置於家中，被其家人發現送交臺北市警察局而曝光，臺北市警察局立即逮捕王明德，並循線擴大收網，很快的瓦解了成功中學支部、台大法學院支部，進而造成基隆中學支部的破獲。

據前國防部保密局偵防組組長谷正文回憶，1949年8月中旬，保密局得知有四位台大法學院學生被發現「撿到」《光明報》，然後被台大校長傅斯年作保釋放；保密局再度約談戴傳李、許遠東（後來中央銀行總裁）、王明德、吳振祥等四位學生，得知《光明報》是由鍾浩東主導，就在8月15日凌晨進入基隆中學逮捕鍾浩東等40多名共犯，四位台大學生則都被“感訓”一至二年。

## 影響
《光明報》的破獲導致整個中國共產黨在台灣的組織架構的曝光，包括了「成功中學支部」、「臺大法學院支部」、「基隆中學支部」及「基隆市工委支部」，亦導致多人遭判死刑。谷正文利用此案被捕者的證詞，遁線逮捕更高層級的共諜組織成員，包含陳澤民、吳石、張志忠、蔡孝乾（老鄭）等人。蔡孝乾落網後轉向政府自首供認並投效，導致中國共產黨在台灣的諜報組織的第一次瓦解。
《光明報》事件成為侯孝賢於1995年執導電影《好男好女》，以及赤燭遊戲2017年創作的恐怖遊戲《返校》與衍生作（同名電影、同名電視劇和恐怖小說《返校：惡夢再續》）的靈感來源之一。